# Уэстморленд (округ, Пенсильвания)
Округ Уэстморленд (англ. Westmoreland County) располагается в штате Пенсильвания, США. Официально образован 26 февраля 1773 года. По состоянию на 2010 год, численность населения составляла 365 169 человек.

## География
По данным Бюро переписи США, общая площадь округа равняется 2683,243 км2, из которых 2654,753 км2 суша и 28,490 км2 или 1,050 % это водоемы.

## Население
По данным переписи населения 2000 года в округе проживает 369 993 жителей в составе 149 813 домашних хозяйств и 104 569 семей. Плотность населения составляет 139,00 человек на км2. На территории округа насчитывается 161 058 жилых строений, при плотности застройки около 61,00-ти строений на км2. Расовый состав населения: белые — 96,58 %, афроамериканцы — 2,01 %, коренные американцы (индейцы) — 0,09 %, азиаты — 0,52 %, гавайцы — 0,02 %, представители других рас — 0,15 %, представители двух или более рас — 0,64 %. Испаноязычные составляли 0,51 % населения независимо от расы.
В составе 28,40 % из общего числа домашних хозяйств проживают дети в возрасте до 18 лет, 57,00 % домашних хозяйств представляют собой супружеские пары проживающие вместе, 9,60 % домашних хозяйств представляют собой одиноких женщин без супруга, 30,20 % домашних хозяйств не имеют отношения к семьям, 26,90 % домашних хозяйств состоят из одного человека, 13,30 % домашних хозяйств состоят из престарелых (65 лет и старше), проживающих в одиночестве. Средний размер домашнего хозяйства составляет 2,41 человека, и средний размер семьи 2,93 человека.
Возрастной состав округа: 22,00 % моложе 18 лет, 6,80 % от 18 до 24, 27,50 % от 25 до 44, 25,40 % от 45 до 64 и 25,40 % от 65 и старше. Средний возраст жителя округа 41 лет. На каждые 100 женщин приходится 93,10 мужчин. На каждые 100 женщин старше 18 лет приходится 89,70 мужчин.